# ヘルマン・レーヴィ
ヘルマン・レーヴィ（Hermann Levi, 1839年11月7日 - 1900年5月13日）は、ドイツの指揮者。

## 経歴
ヘッセンの首席ラビ、ベネディクト・レーヴィの息子としてギーセンに生まれ、ギーセンとマンハイムで教育を受け、フィンツェンツ・ラハナーに見出される。1855年から1858年までライプツィヒ音楽院に学び、パリに旅すること数回の後、ザールブリュッケンで音楽監督の地位を得る。1861年、新たにマンハイムで音楽監督となる。1862年から1864年までロッテルダムで、次いで1872年までカールスルーエで、1896年までミュンヘンで、それぞれドイツオペラの首席指揮者を務めるが、病を得て辞任。
彼は反ユダヤ主義者でもあった作曲家リヒャルト・ワーグナーの熱烈な崇拝者であり、1882年にはバイロイト祝祭劇場で『パルジファル』の初演を指揮した。宗教と芸術の一致を目標としていたワーグナーは、ユダヤ人のレーヴィにキリスト教に改宗せずに指揮してはならないと言ったが、レーヴィは拒否した。レーヴィはワーグナーの論文「汝自身を知れ」に感銘を受け、ワーグナーのユダヤとの戦いは崇高な動機からのものであり、低俗なユダヤ人憎悪とは無縁であると考えた。
1895年にロンドンを訪れ、1900年にガルミッシュ＝パルテンキルヒェンで死去した。

## 註記
- この記事にはアメリカ合衆国内で著作権が消滅した次の百科事典本文を含む: Chisholm, Hugh, ed. (1911). "Levi, Hermann". Encyclopædia Britannica (英語). Vol. 16 (11th ed.). Cambridge University Press. p. 511.